# Villargent
Villargent település Franciaországban, Haute-Saône megyében. Lakosainak száma 115 fő (2022. január 1.). Villargent Saint-Ferjeux, Beveuge, Mélecey, Villers-la-Ville és Belles-Fontaines községekkel határos.

## Népesség
A település népessége az elmúlt években az alábbi módon változott:
| Lakosok száma | 123  | 125  | 124  | 120  | 117  | 116  | 115  | 114  | 115  |
|               | 2013 | 2015 | 2016 | 2017 | 2018 | 2019 | 2020 | 2021 | 2022 |